# Солі амонію
Со́лі амо́нію — це кристалічні речовини з іонним типом зв'язку. До складу солей амонію входять один або кілька катіонів амонію і аніон кислотного залишку.
Вони утворюються при взаємодії відповідних кислот з амоніаком або розчином гідроксиду амонію.
Найважливішими солями амонію є нітрат амонію NH4NO3, сульфат амонію (NH4)2SO4 і хлорид амонію NH4Cl. Вони застосовуються головним чином як азотні добрива. Гідрокарбонат амонію NH4HCO3 (вуглеамонійна сіль, побутова назва амоніак, індекс E 503) використовують як розпушувач тіста.

## Фізичні властивості

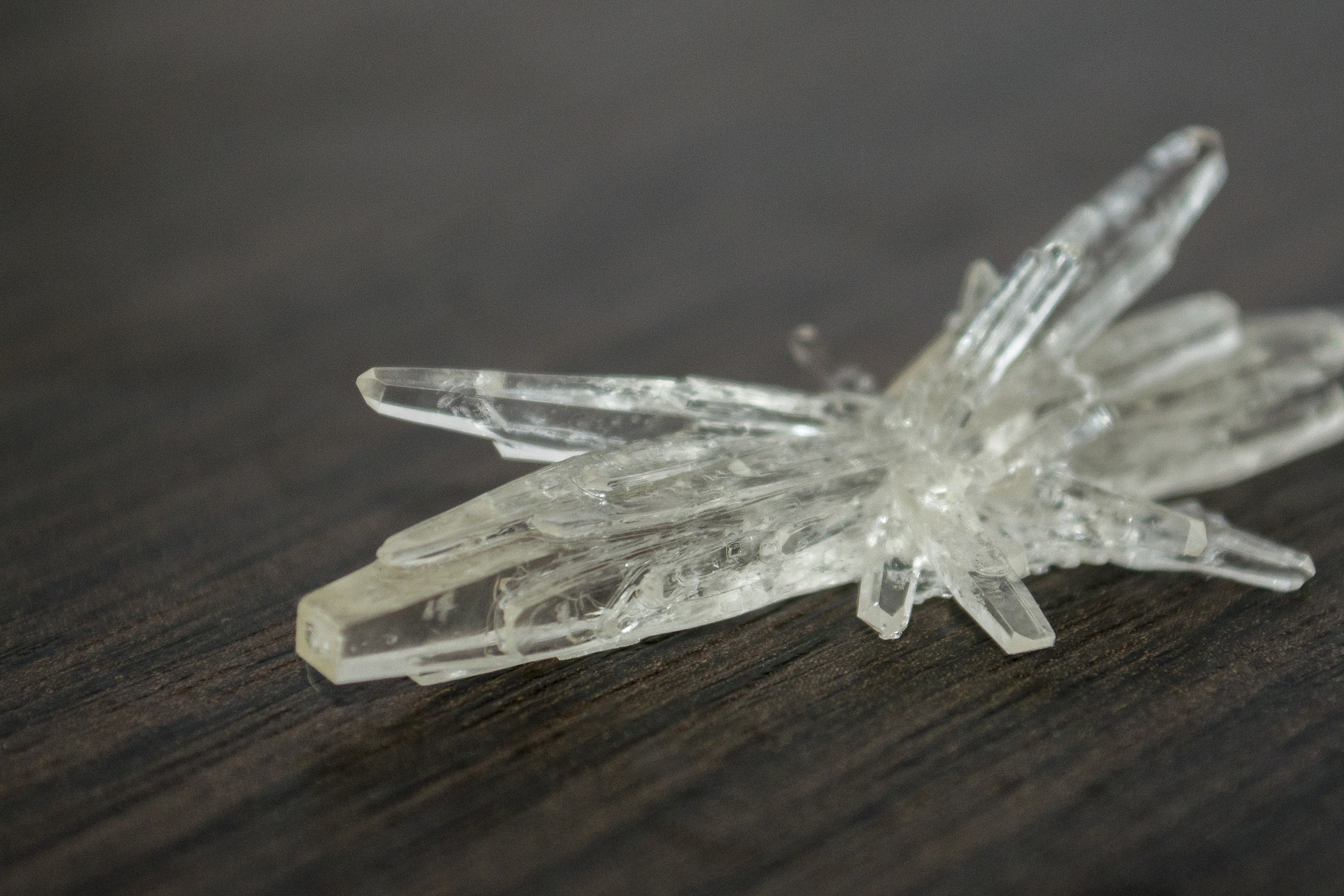
Дигідрофосфат амонію

Солі амонію — тверді кристалічні речовини, що за зовнішнім виглядом нагадують солі лужних металів. Більшість з них безбарвні. У воді добре розчиняються.

## Хімічні властивості
При взаємодії з сильними основами і нагріванні солі амонію легко розкладаються з утворенням амоніаку. В термічному відношенні солі амонію нестійкі і при нагріванні порівняно легко розкладаються, наприклад:
NH4Cl → NH3 + HCl
NH4NO2 → N2 + 2H2O
NH4NO3 → N2O + 2H2O
(NH4)2SO4 → 2NH3 + H2SO4